# Омельченко Федора Семенівна
Федора Семенівна Омельченко (1916, село Михайлівка, тепер Станично-Луганського району Луганської області — ?) — українська радянська діячка, секретар по кадрах Вербського районного комітету КП(б)У Ровенської області. Депутат Верховної Ради УРСР 2-го скликання.

## Життєпис
Народилася в селянській родині. У 1932 році закінчила школу колгоспної молоді. З 1932 року працювала робітницею Ворошиловградського паровозобудівного заводу імені Жовтневої революції, рахівником колгоспу «Красный Луч» Ворошиловградської області.
Член ВКП(б) з 1939 року.
Працювала в апараті Станично-Луганського районного комітету КП(б)У Ворошиловградської області, завідувала сектором статистики, згодом організаційно-інструкторським відділом.
Під час німецько-радянської війни була евакуйована у східні райони РРФСР. Працювала заступником начальника політичного відділу Чесноковської машинно-тракторної станції на Алтаї, була на відповідальній партійній роботі в Бєлоглазовському районі Алтайського краю РРФСР.
Потім повернулася до Ворошиловградської області і працювала секретарем по кадрах Станично-Луганського районного комітету КП(б)У. У 1945 році закінчила шестимісячні партійні курси при ЦК КП(б)У.
З 1945 року — секретар по кадрах Вербського районного комітету КП(б)У Ровенської області.

## Нагороди
- орден «Знак Пошани» (23.01.1948)
- медаль «За доблесну працю у Великій Вітчизняній війні 1941—1945 рр.» (1945)
- медалі